# Olaf Martin Peder Væring

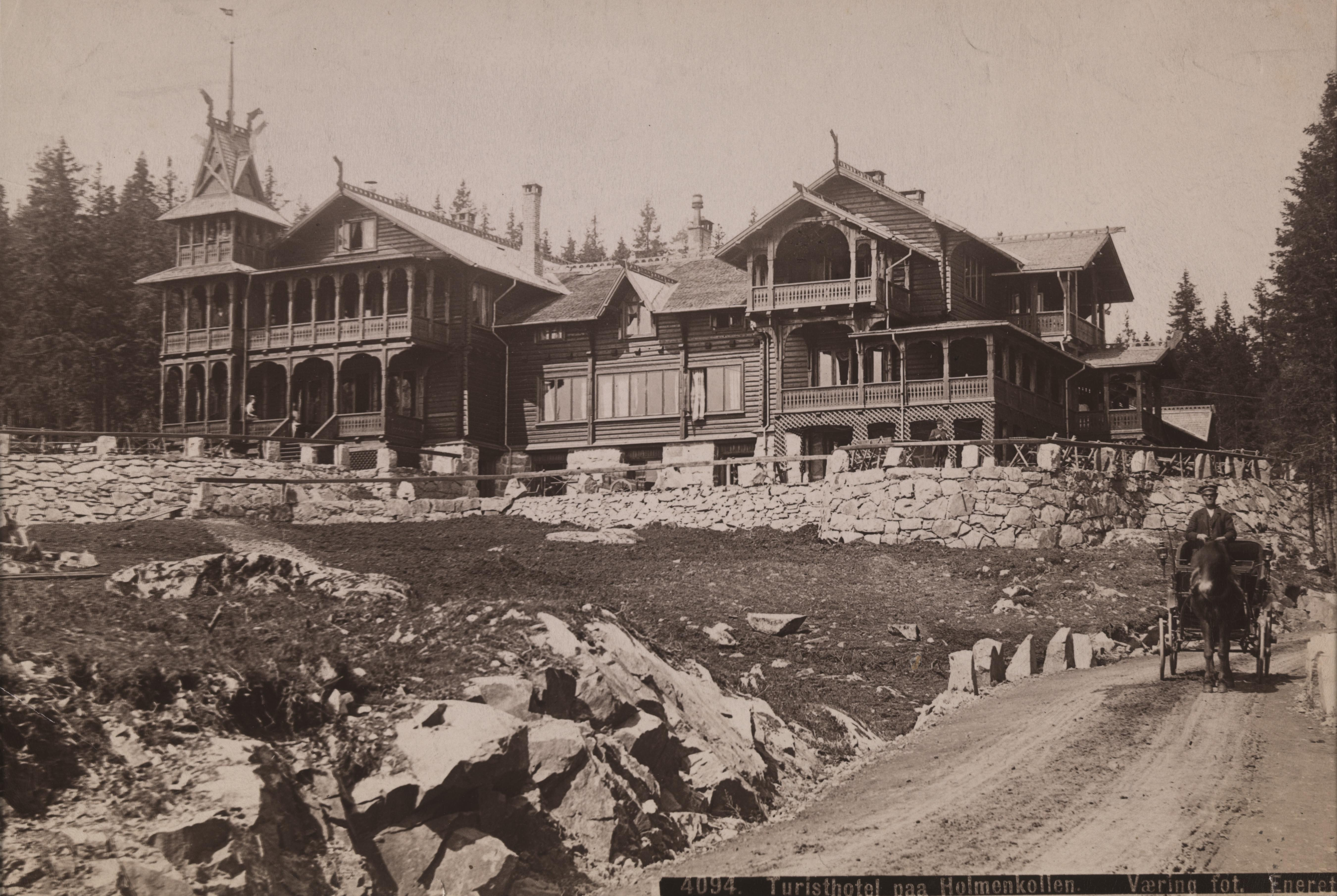
Turistický hotel na Holmenkollen

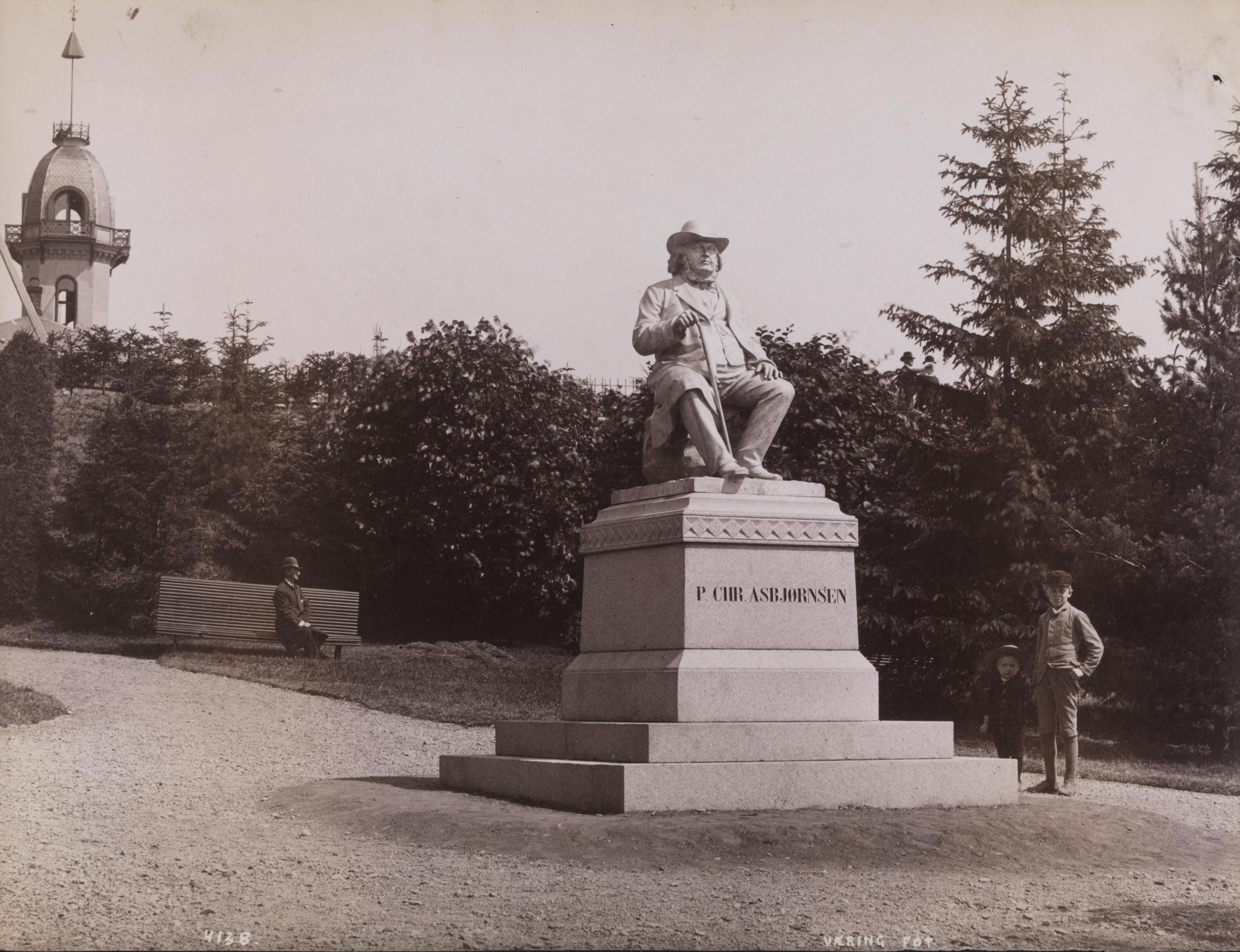
Památník P. Chr. Asbjørnsen, Oslo

Olaf Martin Peder Væring (30. dubna 1837, Kristiania – 26. listopadu 1906) byl norský fotograf. Byl synem kožešníka Friedricha Wilhelma Werringa a jeho manželky Anny Holm. Později si změnil své poslední jméno, prý proto, že rodina neschvalovala jeho volbu povolání. Působil jako fotograf pod názvy Wæring nebo Verring, v roce 1863 založil společnost O. Væring.

## Životopis
Od konce šedesátých let do začátku let osmdesátých pracoval v Sarpsborgu, pak znovu v Kristianii, kde provozoval několik různých studií. Specializoval se na uměleckou fotografii, fotografoval vikingskou loď Gokstad pro Univerzitu Oldsaksamling a provozoval umělecké vydavatelství. Společnost, která stále existuje, řídil jeho vnuk, Ragnvald Væring (1884–1960), který mimo jiné pořídil mnoho fotografií pro magistrát.
Po Væringově smrti v roce 1906 firmu zdědila jeho dcera Ragnhild, ale její synovec, fotograf Ragnvald Væring, měl už převzané vedení a stal se jejím zaměstnancem. Když se v roce 1907 provdala za Karla Teigena (15. listopadu 1884 – 16. prosince 1969), z firmy odešla a Karl přišel na její místo. Karl vedl firmu spolu s Ragnvaldem až do roku 1936, kdy odešel v důsledku špatné spolupráce.
Poté, co byl od roku 1947 učedníkem a zaměstnancem ve společnosti Per Petersson, převzal v roce 1959 firmu po Ragnvaldu Væringovi. Per Petersson pokračoval v práci na fotografování produkce norských výtvarných umělců a je zodpovědný za velké části barevných fotografií v archivu.
Společnost stále funguje i v současnosti (2019), fotografa Per Peterssona nahradila jeho dcera Ingrid Elisabeth Petersson Nørstenæs, provozuje fotografickou agenturu, a poskytuje fotografie do různých publikací po celém světě.

## Galerie

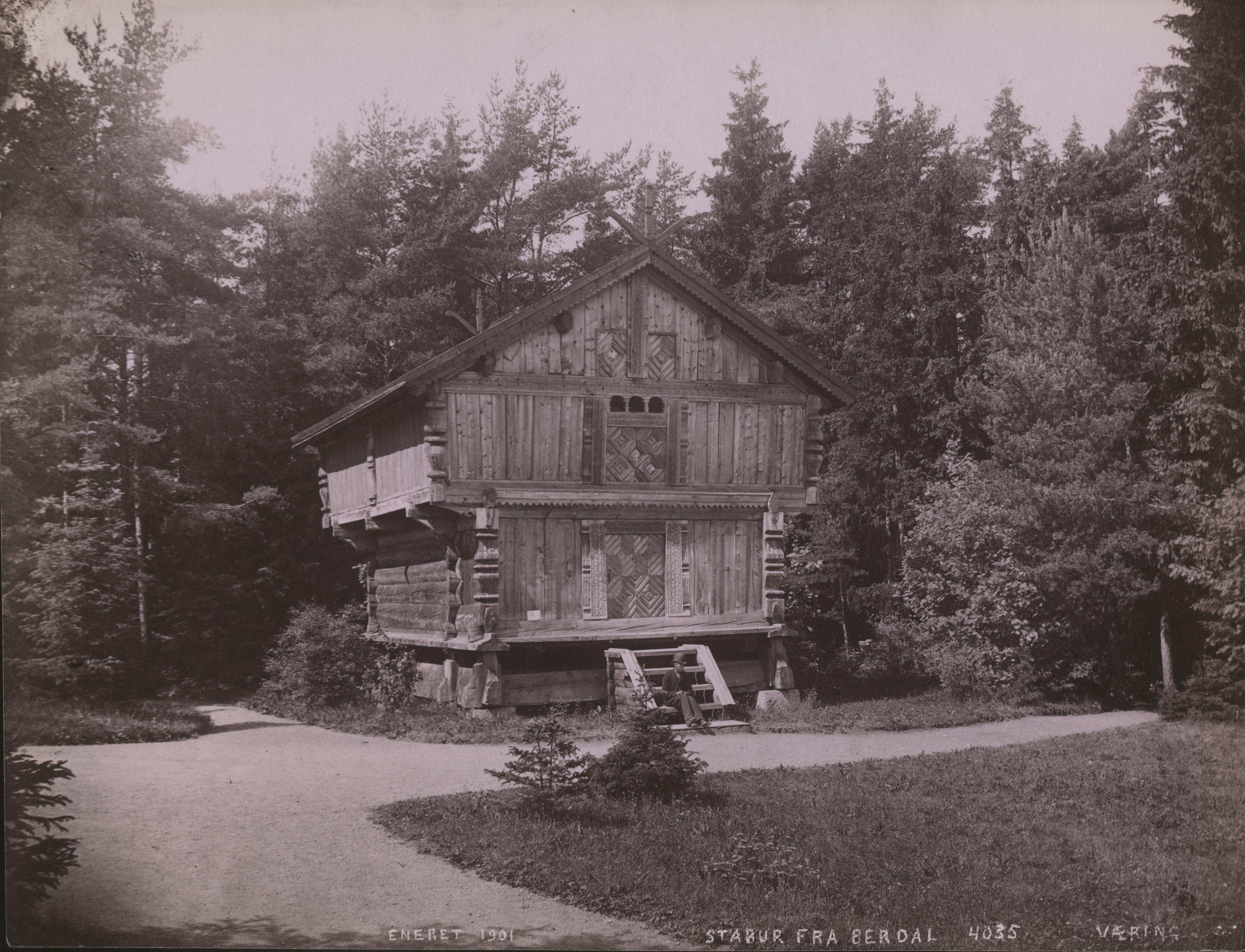
Stabur z Berdal
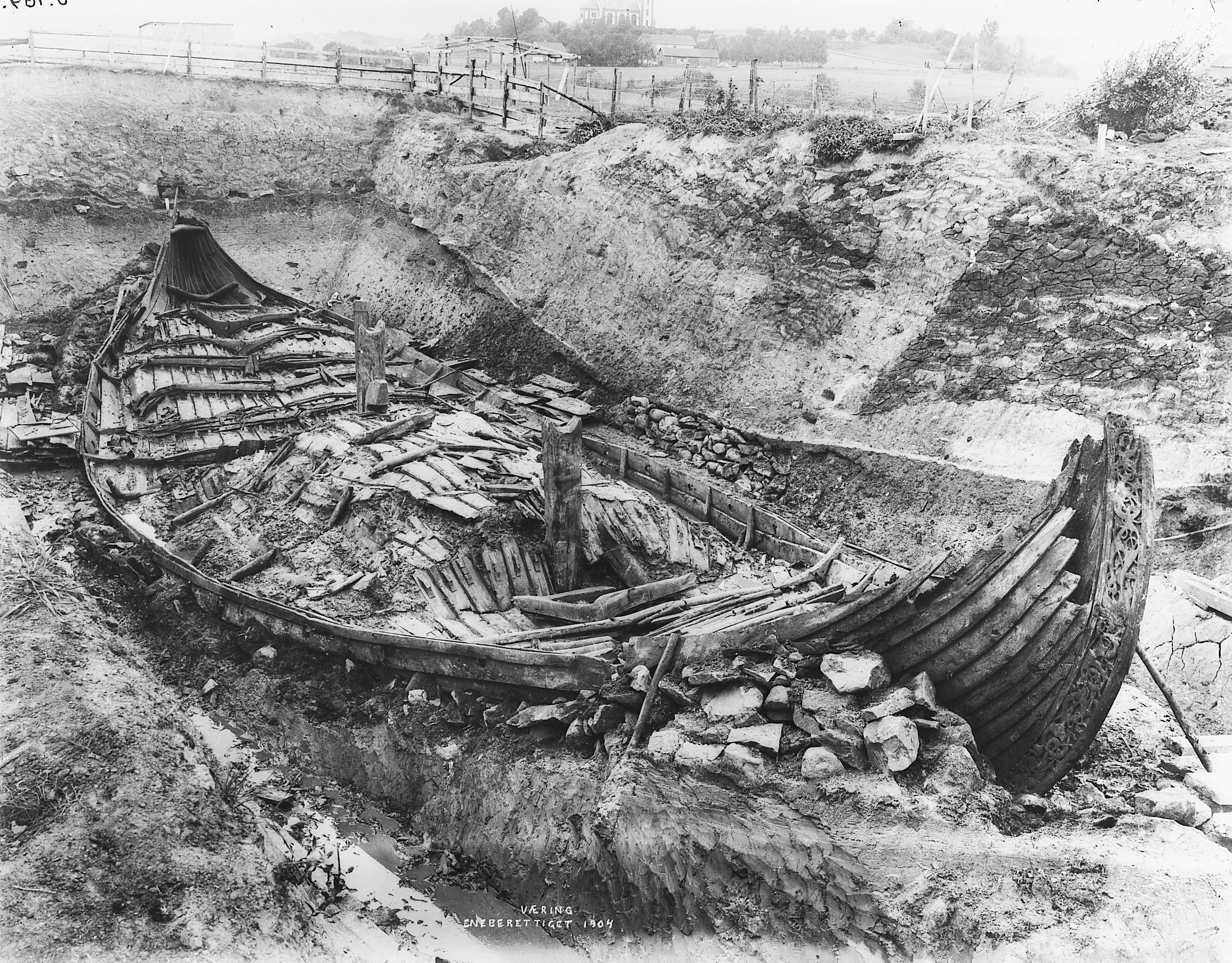
Archeologické vykopávky vikingské lodi Gokstad, Utgravning, Oseberg, 1904. Kulturhistorisk museum UiO Oslo
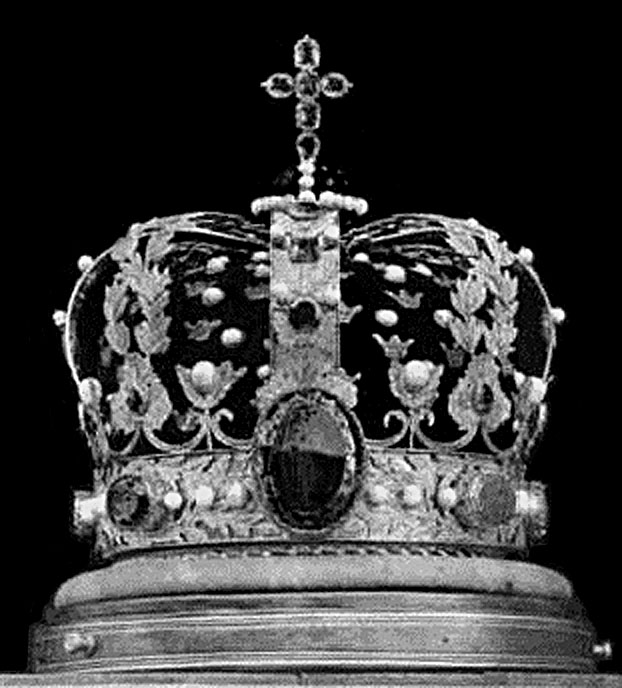
Norská královská koruna
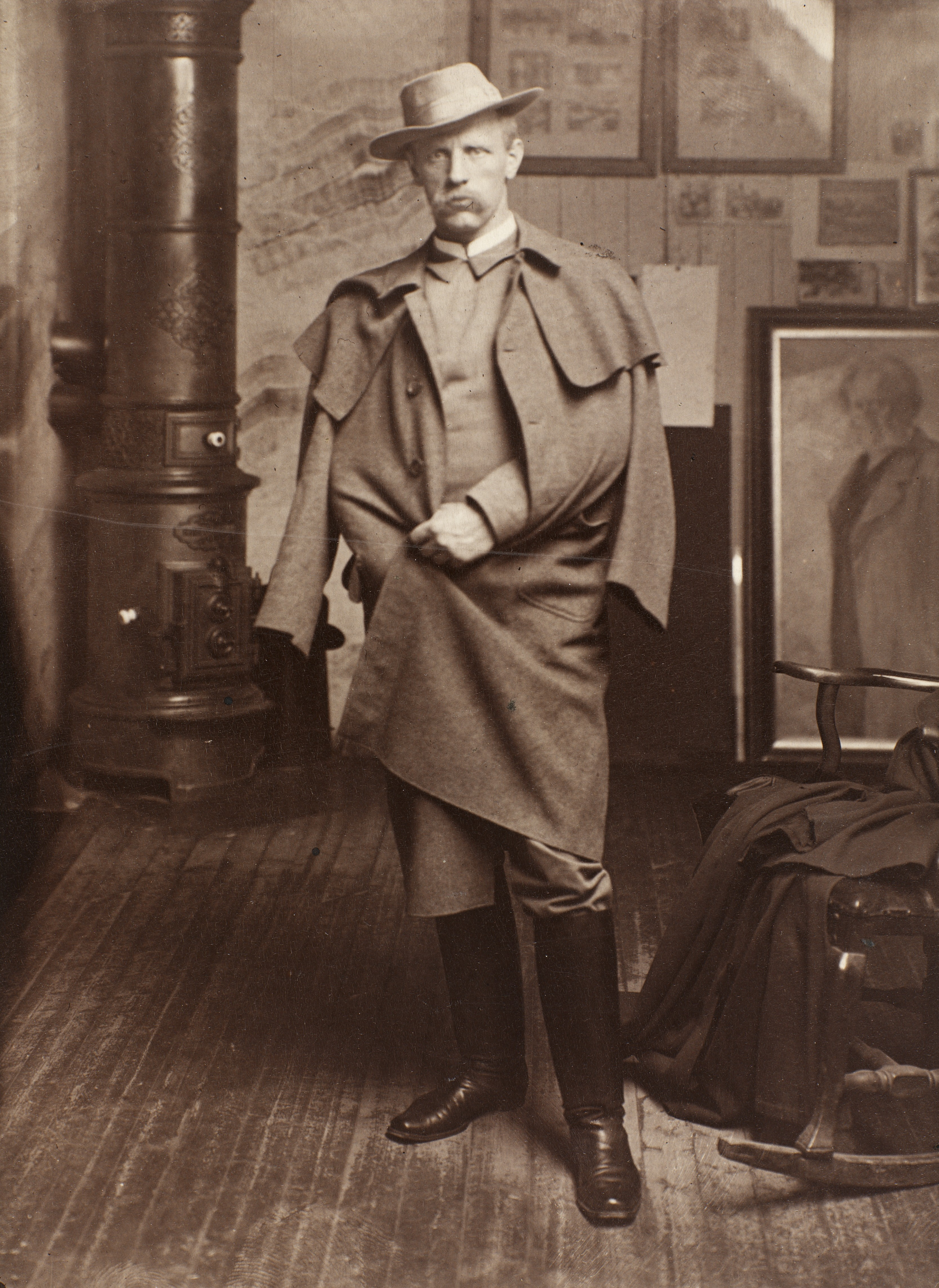
Fridtjof Nansen ve studiu E. Werenskiolda. Zde stojí modelem pro Olava Tryggvasona
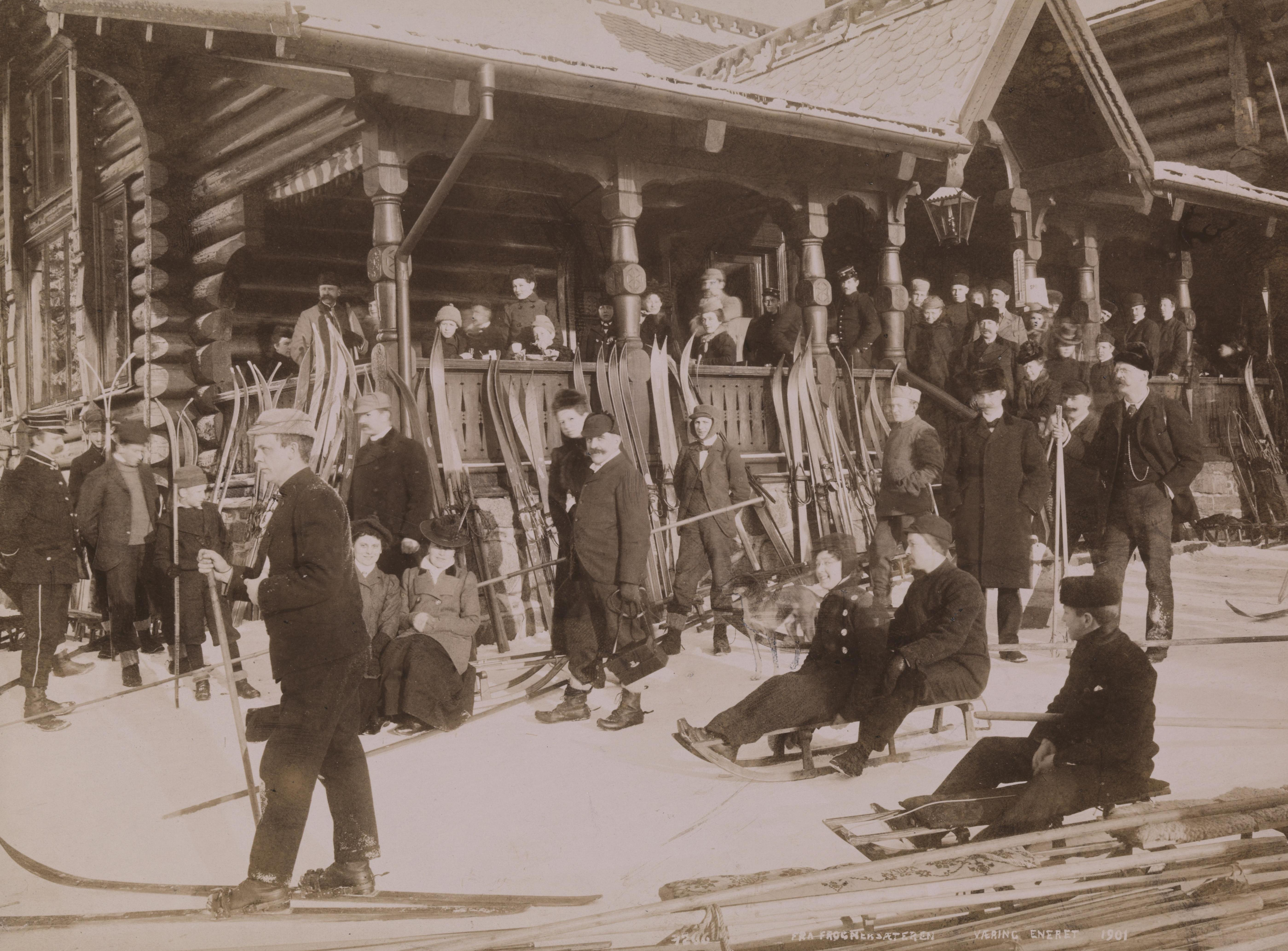
Pozdrav ze Frognersæterenu